# Календарь инков

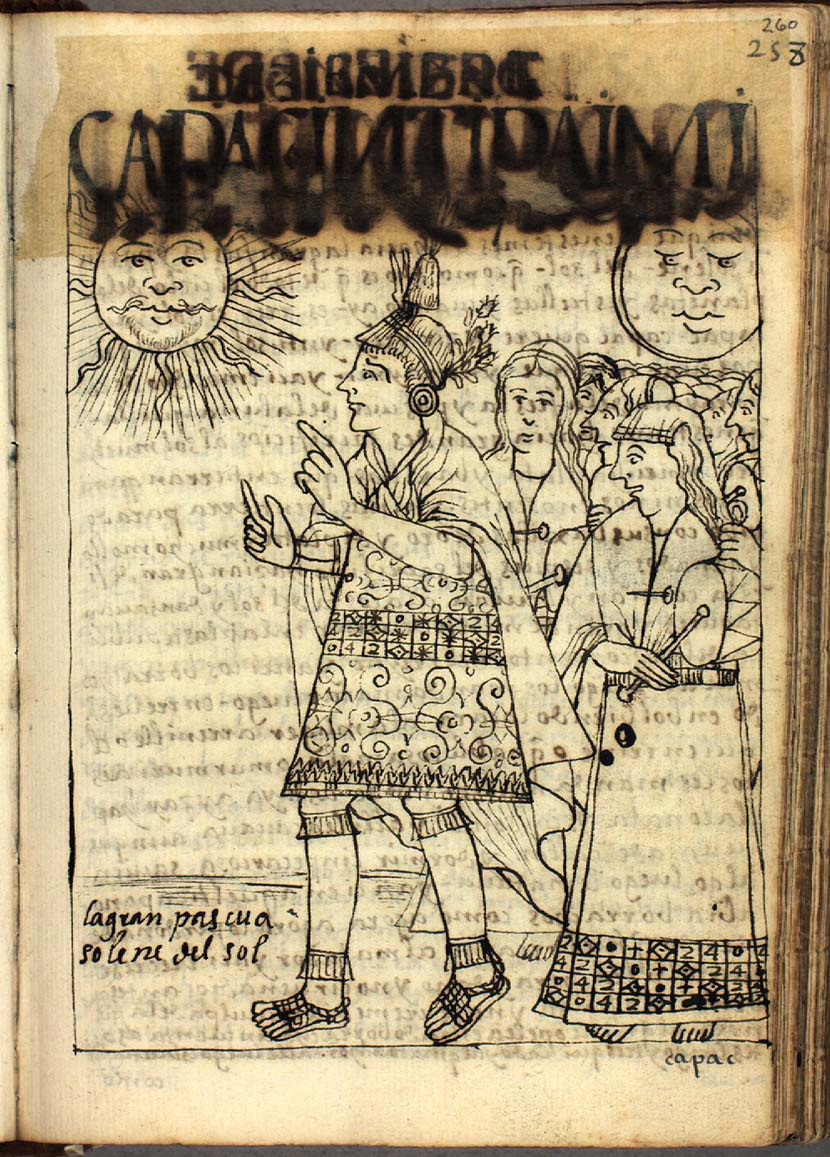
Капак Райми, начало года у инков, согласно Гуамана Помы де Айяла.

Календарь инков — система календарей, созданная в доколумбову эпоху цивилизацией инков. Состоит из солнечного и лунного астрономических календарей.
Календарный год называется уата/вата (кечуа wata) или мара (айм. mara) и состоит из 360 дней, разбитых на 12 месяцев по 30 дней в каждом.
Также существует ритуальный календарь, состоящий из 328 дней.

## Термины
Согласно словарю кечуа Диего Гонсалеса Ольгина, целый год данного календаря называется вата онтта, полугодие — чаупиватта или чектавата, а високосный год — алькаканкис (Allcacanquis) или укис (Huquiz).

## Определения времени/пространства у инков

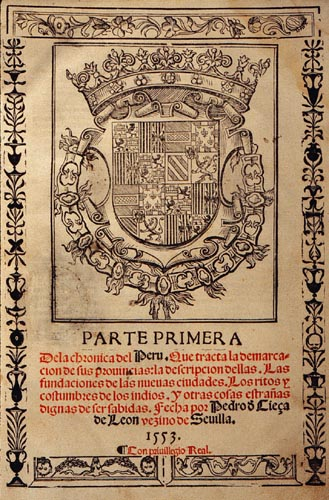
Первая часть книги «Хроника Перу» о понятии времени у инков (1553).

У инков время совмещалось с пространством, что выражается уже в самом слове на языке кечуа «pacha», которое означает время и пространство одновременно. Эта синонимия между временем и пространством обозначает, что первое показывалось конкретно и проецировалось на географическое пространство. Время (пача) делилось на настоящее — пача, и прошлое-будущее — ньявпа-пача, которое показывается идущим по кругу как назад, так и вперёд.
По представлениям жителей Перу в XVI веке, время-пространство бесконечно, поскольку на вопросы историка Сьеса де Леона к индейцам: «постигли ли они, что Мир должен закончиться», они смеялись в ответ.
В доколумбовом мире, где время показано конкретно, понятие «нуля» соотносилось не с понятием «ничто», а с чем-то конкретным и предметным. Уже сам по себе символ «нуль» у инков и майя является чем-то осязаемым: шнур без узла для инков, раковина для майя и кукурузный початок для ацтеков; иными словами — начало чего-либо.

## Измерения и инструменты

### Небесные явления
Наблюдениями занимались философы — амаута, они же и астрологи.
Историк Бернабе Кобо писал в своей «Истории Нового Света», что, как и у всех народов, учёт времени у народов Перу осуществлялся благодаря наблюдению за Солнцем и Луной, а также за планетами и звёздами. Движение Солнца вокруг Мира за день позволяло отличать день от ночи, а движение Солнца между обоими тропиками — вести учёт годам. Солнечный год они определяли по солнцестояниям, а движения Луны использовали для вычисления месяцев. Началом года считалось зимнее солнцестояние — 23 декабря. Високосных лет, по Кобо, инки не знали, но Акоста замечает, что одни говорили, будто индейцы знали високосные года, другие — что не знали.
Индейцы в середине XVI века считали, что великих небес — четыре. Возможно, имеется в виду деление неба на 4 части: по Млечному Пути и поперёк его.
Инки наблюдали и за иными небесными объектами: кометами, метеорами.
Первостепенным небесным объектом здесь считается Млечный Путь («майю» — Река, кечуа mayu), на котором или вблизи которого расположены все более мелкие значимые объекты. Положения майю в периоды, когда в результате вращения земли ось Млечного Пути максимально отклоняется в ту и в другую сторону от линии Север — Юг, отмечают границы, членящие мир на четыре сектора. На земле примерно под тем же углом пересекаются две центральные улицы селения (и продолжающие их дороги) и оросительные каналы.
Небесная река отражается или продолжается на земле в виде Вильканоты (Урубамбы) — главной водной артерии области Куско, текущей с юго-востока на северо-запад. Считается, что солнце совершает свой ночной путь под дном Вильканоты и насыщается её водами. Зимой в сухой (и холодный) сезон солнце пьёт мало и поэтому остывает.

### Каменные столбы
Измерения велись по размещённым на холмах и пригорках возле Куско столбам или камням: два на Восток от города, и два — на Запад. Через них выходило и садилось солнце, когда оно достигало Тропика Рака и Козерога. Два камня, по которым определялось начало зимы, назывались пукуй-суканка; два других, обозначавших начало лета, назывались чирав(?)-суканка.
Хосе де Акоста упоминает о 12 столбах, которые он называет Succanga. Антонио де ла Каланча приводит сведения о 8 столбах с восточной стороны и 8 столбах с западной.
Похоже, что уже в середине XVI века, после завоевания испанцами, эти столбы в Куско заброшены и наблюдение за ними ослабело или прекратилось вовсе.

### Линии секе
Уникальным изобретением народов Перу были линии секе (кечуа siq'i — линия, черта; исп. ceques), представлявшие собой воображаемые линии-направляющие, то есть векторы, исходившие из храма Кориканча в Куско. Существовало 40 линий, соединявшихся с 328 священными местами — ваками. У Бернабе Кобо перечислена 41 линия, но в итоге указывается, что их 40. Ваки вместе со столбами составляли число 350.
Время до такой степени являло собой единение с пространством, занятым человеком, что секе, выходившие из центра инкского мира, города Куско, позволяли определить не только 328 вак, помечающих ритуальный календарь инков из 328 дней, но и социальные группы. Также некоторые из них кодифицировали астрономические обсерватории, указывая место некоторых знаменательных солнечных и лунных позиций.
Согласно Докладу королю Испании, составленному губернатором Франсиско де Борха 8 апреля 1615 года, у индейцев Перу было 10 422 идола, из них 1365 мумий, некоторые из которых являлись основателями их родов, племён и селений.

### Кипу
Исчисление времени также осуществлялось и регистрировалось при помощи кипу и юпаны (счёт).

## Описание года
Первым упоминает название года инков историк Сьеса де Леон, когда говорит о сборе податей: 

«А чтобы лучше знать, как и каким образом платились подати и собралась прочая дань, каждую гуата [guata] — а это название года — они отправляли некоторых орехонов в качестве судьи, рассматривающего дела определённой категории…»— 
Также Сьеса приводит это слово в списке слов, которые он выучил в первую очередь, находясь в Перу.
Как замечает историк Фернандо де Монтесинос: 

"Счёт времени, который угасал, он возобновил таким образом, что с этого царя время считали общепринятыми годами в 365 дней, и часами, а затем декадами, определяя для каждых десяти по сто лет, и каждых десяти декад по сто — /36/ тысячу лет, называя их капаквата [Capahuata] или интипватан [intiphuatan], что означает «Большой год Солнца», и таким образом считали века и царствования великими солнечными годами. Между ними общепринято, говоря о каком-либо перуанском царе и о событиях, произошедших в его царствование, говорить: «Ysa ay intipi alliscampum cay ay caria (либо Iscay intipi allii canpim caycay carcca)», что означает: «После того, как минули два Солнца, случилось то-то и то-то»— 
Обозначение «Большой год Солнца» иными словами — это 10 обычных лет. Непонимание языка кечуа в середине XVI века заставляло лиценциата Поло де Ондегардо (Polo de Ondegardo) заявлять, что инки не имеют древности более 450 лет, но, по мнению того же Монтесиноса, это не простые года, а Большие года, и значит, минуло 4500 лет после потопа (если посчитать их за правду, то начало начал приходилось на 2930—2950 годы до н. э., что вряд ли правдоподобно), а само же «правление собственно инков [gouierno especial de los ingas] было 400 лет в этом крае», что близко к истине (1650 год (дата составления книги Монтесиносом) минус 400 лет = 1250 год).
Также Великий год из 1000 лет именовался пачакути или Одно Солнце.

### Начало года
У испанских хронистов не было единой точки зрения на то, какой месяц считать началом года. В качестве него называли:
- Декабрь — Хуан де Бетансос и Хуан де Веласко, а также Мариано Э. де Риверо и Диего Тчуди, Алонсо Рамос Гавилан;
- Июнь — Диего Фернандес де Паленсия «История Перу»;
- Май — отец Кристобаль де Молина «Сказания и обычаи Инков»;
- Январь — Хосе де Акоста с примечанием, что Пачакути реформировал календарь, начав год с декабря. Точно так же у Каланчи, не согласного с Диего Фернандесом, хотя и допускающим, что июнь мог быть началом года в какой-нибудь соседней земле возле территории инков[20].

То же самое относится и к названиям месяцев — у каждого хрониста или историка встречаются свои, но некоторые всё же совпадают. Скорее всего, это вызвано тем, что в различных местах империи инков придерживались своих давних наименований, не всегда собственно инкских, либо же смешанных и заимствованных, на что указывали сами хронисты.
«Узаконил» начало инкского года с декабря I Лимский Собор в 1551 году своим постановлением, которого и придерживались последующие хронисты.

### Внесения изменений в календарь
Согласно сведениям Монтесиноса, изменения в календарь вносились неоднократно, в основном по причине обнаружения несоответствия между наблюдаемыми небесными объектами и установленными датами, из-за чего приходилось корректировать время и переносить даты солнцестояний или равноденствий.
Так, Инка Явар Укис (Yahuar Huquiz) «был великим астрологом и определил хороший способ, как должны считаться вставные дни или високосы каждые четыре года. Он приказал, чтобы для хорошего счёта будущих времён каждые четыреста лет вставлялся один год и отказались бы из-за них от високосов, так как согласно амаута-астрологам, с которыми он имел большие собрания, царь выяснил, что таким образом счёт лет достигнет точности. И старики в память об этом царе и о событии называют високос „укис“ [Huquiz], хотя ранее называли его „алькаалька“ [Alcaallca], и также в память об этом царе назвали месяц май Лавар Укис [Lahuar Huquiz]».
При таком подсчёте за 400 лет бы набегало 2400 часов или ровно 100 суток, но речь идёт об 1 годе.
Или, например, астролог Манко Капак Амаута «устроил собрание всех знатоков этой науки, и, посовещавшись с ними, сказал, что Солнце и Луна находятся в разных местах. Он установил порядок, чтобы начало общепринятого года приходилось на весну».

## Количественные характеристики

### Год
Год в календаре инков делится на 12 месяцев по 30 дней. Понятия недели и дней недели у инков не существовало.
В 1553 году в книге «Хроника Перу» Сьеса де Леона даётся первое описание календаря и у народов Кальяо (южная часть империи инков):
«У них ведётся счёт времени, им известны некоторые движения как солнца, так луны, вот почему они ведут счёт по выученному ими обычаю подсчитывать свои года, образующие десять месяцев [?]. От них я узнал, что год они называют „мари“, лунный месяц — „алеспакехе“, а день — „ауро“».

### Месяц / Луна
Месяцы (кильа (кечуа killa) или пакси (айм. pacsi, phakhsi) в календаре считались по лунам. Названия для Луны и для месяца были одинаковы.
Кроме столбов, по которым вычисляли года, имелись также столбы или каменные знаки, отмечавшие каждый месяц. Все вместе столбы назывались сусанка (Susanca) и были главными местами поклонений, куда приносились подношения в нужное время.
Важное значение имеют наблюдения кечуа за синодическим и сидерическим циклами Луны, хотя здесь многое ещё предстоит выяснить. Видимо, индейцы полагали, что Луна влияет на урожай, причём в период её возрастания следует сажать растения, дающие плоды над землёй (кукурузу, фасоль), а в период убыли — подземные клубни. Понятие фаз Луны (если иметь в виду чётко фиксированные дискретные отрезки) отсутствует. Ночное светило имеет две сущности, субстанции — «ванью» (кечуа wañu тёмное, безжизненное) и «пура» (светлое, одушевлённое); это как бы два диска, попеременно закрывающие один другой. Важной стороной лунной космологии является мистическая связь ночного светила и женщин.
Как в Мезоамерике, так и в Андах, Луна и ныне позволяет местным жителям, живущим в сёлах, принимать в расчёт лунные месяцы, а когда её не видно, например, во время новолуния, она считается отсутствующей, то есть нулём.

### Дни
На языке кечуа день называли пунчау (кечуа punchaw), а ночь — тута (кечуа tuta); на языке аймара день — уру, а ночь — арома.
Время между заходом и восходом Солнца кечуа делят на сумерки, ночь и рассвет, причём каждое из этих понятий характеризует ещё и целую область неба с находящимися там звёздами и планетами в зависимости от её расположения по отношению к Солнцу. При изменении положения Солнца среди звёзд меняются соответственно и светила, составляющие ту или иную категорию. Так, утренней или вечерней звездой может считаться не только Венера, но и любая яркая звезда, оказавшаяся в «рассветной» или «сумеречной» части небосклона.

### Часы
Деления дня на часы у инков, скорее всего, не было. Часов — тоже, кроме солнечных (Хуан де Бетансос называет их Pacha Unan Changa или Pacha Unan Chac). Но инки знали три способа определения дневного времени:
- общего назначения — пальцем указывали на то место в небе, где прошло солнце, когда они начали какое-либо дело.
- домашнего применения — время, затрачиваемое на варку картофеля — что приблизительно равнялось одному часу[9].
- время также измерялось в единицах, называемых кокада (исп. cocada) или аку́ли (кечуа akulli), означая время, которое требуется для пережёвывания полного рта листьев коки, за период до потери его аромата и действия. В этих единицах измерялось и расстояние, означая количество полных ртов листьев, которое можно пережевать, идя из одного пункта назначения в другой.

## Праздники
В каждом году отмечались какие-либо праздники и торжества: обычные и особые. Обычные справлялись каждый месяц, со своими обычаями и жертвоприношениями. По названию главных праздников часто давались имена самим месяцам. Особые праздники устраивались по случаю начала войны, прихода к власти правителя, нехватки воды при засухе и т. п.
Само название праздников вариабельно, в зависимости от источника. По Гуаману Пома де Айяла они таковы:
- Capac Raimi Quilla, — Месяц Великого Праздника Солнца — декабрь.
- Camay Quilla, — Малая Возрастающая Луна — январь.
- Hatun Pucuy Quilla, — Великая Возрастающая Луна, — февраль.
- Pacha Pucuy Quilla, — Месяц Произрастания Цветов — март.
- Ayrihua Quilla, — Месяц Двойных Колосков — апрель.
- Aymoray Quilla, — Месяц Урожая — май.
- Haucai Cusqui Quilla, — июнь.
- Chacra Conaqui Quilla, — Месяц Поливки — июль.
- Chacra Yapuy Quilla, — Месяц Сева, — август.
- Coia Raymi Quilla, — Месяц Праздника Луны — сентябрь.
- Uma Raymi Quilla, Месяц Праздника провинции Ома — октябрь.
- Ayamarca Raymi Quilla, Месяц Праздника провинции Айамарка — ноябрь[28].

У Хуана де Бетансоса приведены совершенно другие названия для месяцев, по сравнению с другими хронистами, и они иногда смещены на месяц; их учредил Инка Юпанки и они таковы:
- Pucoy quillarai mequis — декабрь.
- Hatumpo coiquis — январь.
- Allapo coiquis — февраль.
- Pacha pocoiquis — март.
- Ayriguaquis — апрель.
- Huacai quos quiqilla — май. С мая по июнь отмечается праздник Yaguayracha aymoray.
- Hatun quosquiquilla — июнь.
- Caguaquis — июль.
- Carpaiquis — август.
- Satuaiquis — сентябрь. В этом месяце Инка Юпанки учредил праздник Poray Upia.
- Ornarimequis (?) или Omarimequis — октябрь. Праздник селения Ома.
- Cantaraiquis — ноябрь[29].

## Ритуальный календарь
Существовал у инков и ритуальный календарь из 328 дней, который коррелировался с помощью солнечного календаря с периодом исчезновения Плеяд на 37 дней (328 + 37 = 365 дней). Этот календарь состоял из месяцев, имевших различное количество дней: от 2 до 10; от 30 до 31; 41 или 42; 60 или 61; или 178 дней.

## Последствия испанского завоевания
С приходом испанцев совершенно исчезли временные циклы длительностью более 15 лет (они существовали у инков, хотя рядовые крестьяне могли быть с ними плохо знакомы).
В народном календаре андских народов в колониальное время образовалось, по крайней мере, 18 видов важнейших сельскохозяйственных работ продолжительностью от полутора-двух недель до двух с половиной месяцев и охватывающих весь год. Этот календарь основан на постоянных наблюдениях за небом. Ни один из выявленных историком и этнографом Г. Эртоном различимых для кечуа небесных объектов (а их, помимо солнца и луны, 50) не остаётся незадействованным. Иначе говоря, данная календарно-астрономическая система, по всей видимости, близка к древней инкской, носит ярко выраженный прикладной характер и в этом отношении достигла высокого совершенства.